# 景福 (唐)
景福（けいふく）は中国・唐代昭宗の治世で用いられた。892年正月 - 893年12月。

## 西暦・干支との対照表
| 景福 | 元年  | 2年   |
| 西暦 | 892年 | 893年 |
| 干支 | 壬子  | 癸丑  |